# Guillermo Díaz (acteur)
Pour les articles homonymes, voir Guillermo Díaz et Diaz.
Guillermo Díaz est un acteur américain né le 22 mars 1975 dans le New Jersey. 
Il est notamment connu pour ses rôles dans les séries Weeds, Mercy Hospital et Scandal, produite par Shonda Rhimes (2012-2018), il incarne Huck Finn, ancien agent de la CIA et ancien agent B613.

## Biographie

### Enfance et formation
Guillermo Díaz est né dans le New Jersey de parents cubains avant de s'installer à New York dans le quartier de Washington Heights. Il décroche son premier rôle au cinéma en 1994 dans Fresh du réalisateur américain Boaz Yakin.

### Carrière
En 2011, il fait une apparition dans le vidéoclip de I Wanna Go de Britney Spears. En 2014 il a également fait une apparition dans le court-métrage RUN de Beyoncé et Jay-z.

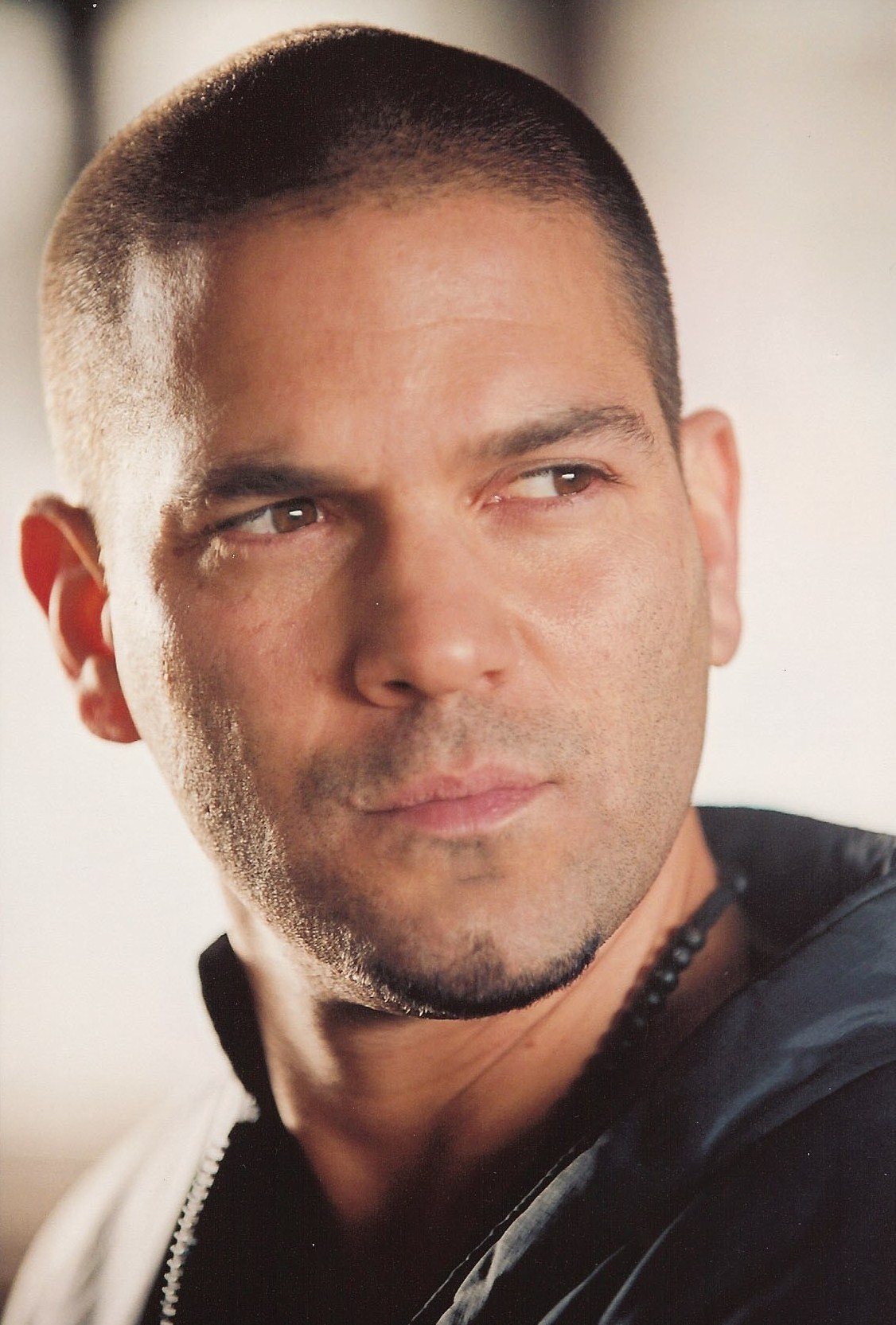
Guillermo Díaz.

À partir de 2012, il incarne l'un des personnages principaux de la série télévisée à succès Scandal. Produite par Shonda Rhimes, créatrice de Grey's Anatomy, la série est un succès commercial et devient la série dramatique la plus populaire sur les réseaux sociaux. 
Le programme rejoint le Top 10 des programmes télévisés politiques selon le quotidien américain Boston Globe, en 2015.
Le succès de la série attire aussi l'attention sur des questions raciales à la télévision, Kerry Washington étant la première actrice afro-américaine à tenir le rôle principal dans une série américaine depuis 1974,,,.
En mai 2017, il est annoncé que la septième saison de Scandal serait la dernière, une décision prise par la créatrice Shonda Rhimes et non la chaîne de diffusion américaine.

### Vie privée
Ouvertement gay, il a indiqué dans un entretien au magazine américain Out que le fait de grandir dans un environnement hostile l'avait longtemps amené à cacher son orientation même si cela l'avait aidé par la suite dans sa carrière d'acteur.

## Filmographie

### Cinéma
- 1990 : The Lost Platoon : un villageois
- 1994 : Fresh de Boaz Yakin : Spike
- 1995 : Party Girl : Leo
- 1995 : Stonewall : La Miranda
- 1996 : Girls Town (en) : Dylan
- 1996 : Freeway : Flacco
- 1996 : Prof et Rebelle (High School High) : Paco Rodriguez
- 1996 : I'm Not Rappaport : J.C.
- 1997 : Nowhere de Gregg Araki : Cowboy
- 1997 : I Think I Do de Brian Sloan : Eric
- 1998 : Les Fumistes (Half Baked) : Scarface
- 1998 : Just One Time (court métrage) : Victor
- 1998 : The Effects of Magic : Winston
- 1999 : 200 Cigarettes de Risa Bramon Garcia : Dave
- 1999 : Pop Tarts (court métrage) : Adrian
- 1999 : Gangsta Cop (In Too Deep) de Michael Rymer : Miguel Batista
- 1999 : Just One Time (en) : Victor
- 2001 : Chelsea Walls : Kid
- 2002 : West of Here : Thomas
- 2002 : Sexy (court métrage) : Voix 3
- 2002 : A Log Story : Niko Gorgina
- 2003 : A mi amor mi dulce (court métrage) : Chocolat de la Oca Montez
- 2003 : Undermind (en) : Ray
- 2003 : Wasabi Tuna (en) : Romeo
- 2004 : Tony 'n' Tina's Wedding : Raphael
- 2004 : Le Terminal (The Terminal) : Bobby Alima
- 2005 : Husk (court métrage) : Chris
- 2005 : Dirty Love : Tom Houdini
- 2005 : Shooting Vegetarians : Neil
- 2005 : My Suicidal Sweetheart (en) : Hector
- 2005 : Courts mais gay - Tome 9 (segment "Juste une fois") : Victor
- 2005 : Sangre/Blood (court métrage) : Ricky
- 2006 : The Virgin of Juarez : Felix
- 2006 : Harvest (court métrage) : Eugene Pitkin
- 2006 : The Utopian (court métrage) : Carlos Alvarez
- 2006 : Down the P.C.H. : Doc
- 2006 : Seeking Solace (court métrage)
- 2007 : No Destination (court métrage) : A.J
- 2008 : The Candy Shop : Halo
- 2008 : Evilution : Killah-B
- 2009 : The Butcher (en) : Owen Geiger
- 2009 : Across the Hall (en) : le cuisinier
- 2009 : No Exit (court métrage) : Michael
- 2010 : Top Cops (Cop Out) de Kevin Smith : Poor boy
- 2010 : Exquisite Corpse de Scott David Russell : Henry
- 2010 : Peep World : Jesus
- 2011 : Without Men : Campo Elias
- 2012 : 2nd Serve : Carlos
- 2012 : Students Like Us : Mike adulte
- 2012 : She Who Laughs Last (court métrage) : Clown
- 2013 : Bilet na Vegas : Detektiv Garsia
- 2013 : Warning Shot (en) : Rainy

### Séries télévisées
- 1994 : New York, police judiciaire (Law & Order) : Juan Domingo (1 épisode)
- 1995 : Urgences (ER) : Jorge (1 épisode)
- 1995 : La Vie à cinq (Party of Five) : Ari (1 épisode)
- 1997 : Gold Coast (téléfilm) : Barry
- 1999 : Les Soprano (The Sopranos), épisode Meadowlands : vendeur
- 1999 : New York, police judiciaire (Law & Order) : Bobby Sabo (1 épisode)
- 2000 : Les Anges du bonheur (Touched by an Angel) : Rick Higuerra (1 épisode)
- 2002 : Fidel (téléfilm) : Sanchez
- 2002 : New York 911 (Third Watch) : Rafael « Rafe » Connors (1 épisode)
- 2003 : Undefeated (téléfilm) : Mommy
- 2003 : DoUlike2watch.com (en) (téléfilm)
- 2003 - 2006 : Chappelle's Show : Divers rôles (5 épisodes)
- 2004 : FBI : Portés disparus (Without a Trace) : Carlos Gonzalez (1 épisode)
- 2004 : The Shield : Garza (1 épisode)
- 2006 : 13 Graves (téléfilm) : Manny Rodriguez
- 2007 : The Closer : L.A. enquêtes prioritaires (The Closer) : Spider (1 épisode)
- 2007 : Cane : Petey (3 épisodes)
- 2007 - 2012 : Weeds : Guillermo (26 épisodes)
- 2008 : Esprits criminels (Criminal Minds) : Playboy (saison 4 épisode 10 : "Le Feu aux poudres")
- 2009 : Royal Pains : Benny (1 épisode)
- 2009 - 2010 : Mercy Hospital (Mercy) : Angel Garcia (22 épisodes)
- 2009 - 2011 : Poor Paul : Aaron (4 épisodes)
- 2010 - 2011 : Super Hero Family (No Ordinary Family) : inspecteur Franck Cordero (6 épisodes)
- 2011 : Tosh.0 (en) (1 épisode)
- 2011 : La Loi selon Harry (Harry's Law) : Miguel Martinez (1 épisode)
- 2011 : Love Bites : Luis (3 épisodes)
- 2012 : New York, unité spéciale (Law & Order: Special Victims Unit) : Omar Peña (saison 13, épisode 17)
- 2012 - 2018 : Scandal : Huck (rôle principal - 124 épisodes)
- 2014 : Futurestates : Dr Antonio 'Ant' Castillo (1 épisode)
- 2016 : Girls : Hector Médina, l'automobiliste (saison 5, épisode 8)
- 2016 : Bookaboo (en) (1 épisode)
- 2017 : Scandal: Gladiator Wanted : Huck (3 épisodes)
- 2017 : Dating Game Killer (en) de Peter Medak (téléfilm) : Rodney Alcala
- 2019 : Broad City : Johnny (2 épisodes)
- 2019 : High Maintenance : Arturo (1 épisode)
- 2019 : RuPaul's Drag Race : Lui-même - juge invité (saison 11, épisode 3)
- 2019 : New York, unité spéciale : Carlos Hernandez (saison 21, épisode 6)
- 2021-2022 : New York, crime organisé (Law & Order: Organized Crime) : sergent puis lieutenant William "Bill" Brewster (saison 2, épisodes 1, 2, 3, 4, 5, 6, 7, 10, 12, 13, 14, 15 et 16)

### Clip Vidéo
- 2011 : I Wanna Go de Britney Spears
- 2014 : RUN de Jay-Z Feat. Beyoncé